# 中華民國郵票
中華民國郵票，又稱中華郵政郵票。從1912年1月開始發行。依照目前之分類，可以區分為常用、特種、紀念、航空、慈善、軍郵、欠資郵票等7大類別。

## 歷史

### 大陸時期（1911-1949）

#### 郵政總局
1911年的辛亥革命推翻前清政府，中華民國在1912年成立，原先的大清郵政改為中華民國郵政，郵政總局的建制不變，改隸新成立之交通部管轄。當時新郵票尚未印刷，因此中華民國最早的郵票是在原先的前清郵票上加蓋「臨時中立」或「中華民國臨時中立」字樣。孫中山後對此提出抗議，最終原先加蓋“臨時中立”和“中華民國臨時中立”字樣的郵票停止發售。1912年起陸續以宋字或楷字加蓋「中華民國」於前清欠資郵票及倫敦版蟠龍無水印郵票發行。
1913年5月，中華郵政第一次發行普通郵票一套，共19枚。半分至1角的為“分”單位面值郵票，圖案為帆船航行及火車行駛；1角5分至5角的為“角”單位郵票，圖案為農民割稻，背景為天壇祈年殿；1元以上面值的郵票圖案為北京國子監牌坊。由於這套郵票以為“分”的單位面值郵票較多，又在倫敦華德路公司製版承印，因此俗稱“倫敦版帆船票”（常17 倫敦版帆船、農穫、辟雍郵票），其後於1914年，1923年二度以此圖案交北京財政部印刷局添印，板模及部分面值刷色皆各有異同。欠資郵票為藍色，格式與前清相似。

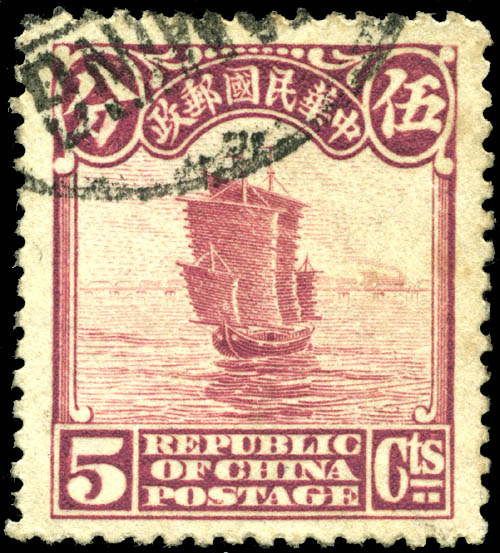
1923年发行的邮票（常20 北京二版帆船、農穫、辟雍）

北洋時期，中國發行的郵票多為最早的“帆船、農穫、宮門”圖案。除此之外也發行過多套紀念郵票，如分別以孫中山、袁世凱頭像為主要圖案的“光復紀念”和“共和紀念”郵票、中華郵政開辦廿五年紀念郵票，憲法紀念郵票，陸海軍大元帥就職紀念郵票等。此外，袁世凱成立中華帝國後也曾發行過一套名為“開國紀盛”的郵票。
因為當時各省幣制不一，幣值各異，為避免有心人士從低幣值地區購買郵票至高幣值郵票售用，常於郵票上加蓋「限〇〇貼用」（如「限新省貼用」、「吉黑貼用」、「黔」等）
1919年黃河決口，災民甚眾，故於1920年發行慈善郵票（慈1 附收賑捐郵票），於北京一版帆船郵票上加蓋「附收振捐壹分」等字樣，附加1分款項作為救濟之用，為中國發行慈善郵票之嚆矢。直至今日，中華郵政已發行6套慈善郵票。
1920年7月1日，中國航空署開辦京滬航線，航空郵務開始，故當日發行航空郵票一套（航1 北京一版航空郵票），為中國的第一套航空郵票。

#### 交通部郵政總局
1926年，國民革命軍誓師北伐，在1927年11月1日於南京建立中華民國交通部郵政總局，1928年完成名義上的全國統一，爰於1929年發行「國民政府統一紀念郵票」，以國民革命軍總司令蔣中正，青天白日國徽等作為圖案。
此後國民政府發行的常用郵票多以孫中山像及烈士像為主，以孫中山像為圖案的郵票，即高達20多套（尚不含加蓋）。同時取消各類郵票票面的英文字樣及Cts、$等符號（但仍有例外，如紀10 西北科學考察團紀念郵票）。全面抗戰爆發前，郵票多由北平財政部印刷局或倫敦德納羅公司承印（如先烈像北平版、國父像倫敦一、二版）。
1931年九一八事变后，日本在中国扶植了一系列傀儡政权。这些政权或是自行印製邮票（如滿州國郵票、各種仿版國父像及烈士像等），或是将其所在地库存的国民政府邮票加盖特殊字样（如加蓋「華北」、「新嘉坡陷落紀念」）或加蓋改值后重新贩售。目前，两岸均不允许此类邮票出现在正式邮展上，但民间仍可自由收藏或观赏之。
1937年全面抗戰爆發，於是自1938年起郵票多改於香港印製（如香港中華版、香港大東版、先烈像香港版、香港版航空等）。1941年起，陸續發行軍郵（軍1 國父像軍郵郵票），以利戰士通訊。1941年香港淪陷後無法繼續印製郵票，遂由位於重慶的中央信託局印製處以凸版印製郵票（常37 國父像中信版郵票），其時物資缺乏，此套郵票的用紙種類及打孔皆極複雜，印製亦相當粗劣，但也因如此，日後此套郵票成為許多集郵人士分類收藏的對象。而中信版的16分面額郵票，在32年分別於各地區加蓋為「改作伍角」及「劃線伍角」，因變化多端，亦成為集郵人士爭相收藏的郵票。
1941年6月21日，中華郵政首次發行特種郵票（特1 節約建國郵票），此次發行的小全張亦為中國首次發行的小全張。
此後至抗戰勝利前，亦發行數套常用郵票及紀念郵票。
1945年8月抗戰勝利後，國幣面值郵票無法及時自後方運到，遂在當地就地加蓋改值，因此在「常45偽暫售票改作國幣郵票」中產生了一枚郵票有三種面值的特殊情形（原先國幣面值，黑色加蓋南京政府中儲券面值，綠色加蓋國幣面值）。而臺灣及東北也因幣值不同，分別將日本在臺所用的郵票加蓋「中華民國臺灣省」繼續使用（常台1中華民國臺灣省暫用郵票）；而東北地區由華北政務委員會印製之北平新民版郵票則加蓋改值發行（常東北1 國父像偽新民版限東北貼用改值郵票）。
1946年，國民政府還都南京，於1947年發行還都紀念郵票。而抗戰後持續的惡性通貨膨脹使郵資金額不斷提升，連帶使郵票的面額遽增。1948年發行之「常55 國父像上海大東三版郵票」之最高面額竟高達國幣500萬圓，為中華郵政發行過最大面額的郵票之一，包裹印紙亦有面額達1000萬圓者。1948年發行金圓券，原先法幣郵票加蓋改值為金圓面額，並印製金圓面額的新郵票。然而金圓券亦迅速貶值，至1949年4月，「常59 印花稅票改作金圓郵票之漢口加蓋」再次出現面額達金圓500萬圓的郵票。

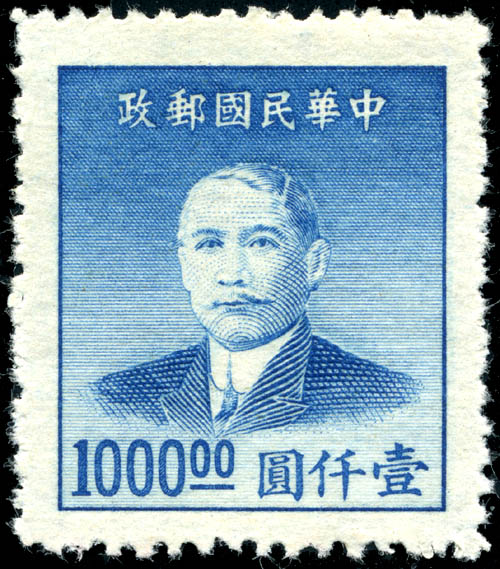
1949年发行的邮票（常58 國父像上海大東一版金圓郵票）

金圓券貶值的速度大於郵票印製的速度，俟郵票印成時，郵資已不適用。隨著金圓券的崩潰，市場上已逐漸恢復以銀圓為計價標準的銀本位制。鑒於此，郵資改以銀圓基數計費。湖南郵區率先於1949年4月底發行基數郵票及單位郵票（常湘2 國父像湘區貼用改作基數郵票 常湘1 國父像湘區貼用單位郵票 航湘1國父像湘區貼用航空單位郵票），以因應頻繁調整的郵資。此後各地都先後將不再適用的郵票或印花稅票加蓋為單位、基數及銀圓郵票。
單位郵票不刊面值，僅標示資費名稱，如國內信函費、國內掛號費、國內航空費等，俾在郵資不斷調整的情況下隨時調整售價售用。但是單位郵票無法應付如國際函件等多種不同的郵資，因此發售基數郵票，在銀圓使用地區依基數以銀圓出售，而在金圓券使用地區則依當時折合率換算金圓券收費。
1949年7月停用金圓券後，自8月1日起各種函件改以銀圓收費，此後發行三套銀圓郵票（專3 北平風景圖銀圓郵票、紀31 國際聯郵會七十五週年紀念郵票、常70 國父像金圓改作銀圓郵票），隨著中華民國政府撤退至臺灣，中華郵政不再發行銀圓面值郵票。
中华人民共和国成立初期，相当数量的中华邮政邮票被加盖上“中国人民邮政”及新的面值，继续使用了一段时间。

### 臺灣時期（1949 後）
1949年6月15日，臺灣省政府公布〈臺灣省幣制改革方案〉、〈新臺幣發行辦法〉，實行幣制改革。臺灣省政府正式發行新臺幣。1949年中華人民共和國成立，中華民國政府撤退至臺北，並持續發行郵票。起初以庫存之已不適用之郵票加蓋新臺幣面值售用。其中常72 國父像北平中央版改值郵票（俗稱紅花）及常 73、76、78（簡稱一、二、三版飛雁、俗稱綠葉）最受矚目，為台郵之精品。
而常75 鄭成功像郵票則為首次在臺灣印行之郵票，其後又發行多套常用、紀念郵票及郵票小冊。
1955年9月3日發行之紀43 軍人節紀念郵票，將票銘由「中華民國郵政」改為「中華民國郵票」，至2007年以前皆未再更變。
相較大陸時期，臺灣時期政局較為穩定，郵票主題亦不再限於國父或烈士像，題材相當多元，紀念，專題郵票（後改稱特種郵票）的發行頻率亦大大增加。經典的有特19 古物郵票（俗稱前18寶）、特27 故宮古畫郵票（五十一年版）（俗稱帝王）等。

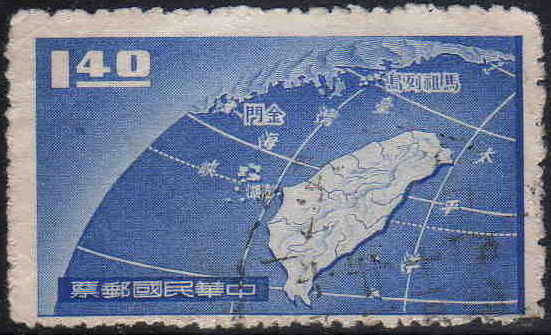
1959年发行的邮票（特9 保衛金馬郵票）

1975年4月5日，時任中華民國總統蔣中正於任內逝世，中華郵政於逝世週年、3週年、5週年及10週年各發行紀念郵票一套（紀158、紀168、紀177、紀207）。原訂於1981年發行之「中國國民黨第十二次全國代表大會紀念郵票」於發行前撤銷發行，目前原票及樣票流通者均極稀少，價值不菲。1982年起發行之常102.7 國花郵票500圓票則為新臺幣時期面額最高之郵票之一（1997年起發行之夔龍團雙鯉系列亦有高達500圓之面額）。因交寄航空郵件不一定要貼用航空郵票，自1987年發行航21 航空郵票（七十六年版）後至今，皆未再發行航空郵票。1998年起，郵票票銘改為左書。
2003年1月1日改制成立由交通部持有100%股權之國營「中華郵政股份有限公司」。改制前郵政總局之資產、負債由新公司概括承受，其所營業務亦由新公司延續經營。是日以特442 新年郵票（91年版）小全張加字發行紀念郵票（紀290 中華郵政股份有限公司成立紀念小全張）。
2007年2月9日由於陳水扁政府的「台灣正名」政策，中華郵政改名為「臺灣郵政股份有限公司」，中文票銘由「中華民國郵票」改為「臺灣」，英文票銘則由「REPUBLIC OF CHINA」改為「TAIWAN」，2007年2月28日發行之「特505 二二八國家紀念館郵票」為首套票銘為「臺灣」的郵票。政黨輪替後於2008年8月起恢復「中華民國郵票」票銘，英文改為「REPUBLIC OF CHINA（TAIWAN）」。

## 珍郵

### 宫门倒印票

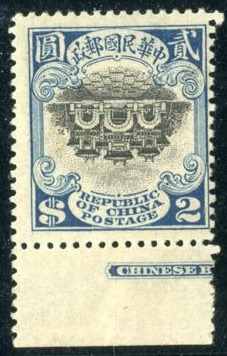
宫门倒印票

中华邮政于1914年起发行的北京一版帆船邮票中其中以“元”作为主面值的邮票主图为北京国子监牌坊，通称“宫门”票。在印2元面值邮票时，因套印纸张倒置，造成图案中心的宫门印倒。被誉为中华邮政“四珍之首”。
最早是汉口邮局汇兑台经办人员余逸云发现该票有50枚2元面值票印倒，立即送交外籍邮务部长，并請求留下几张作为纪念。邮务长同意余氏可保留2枚，其余48枚呈交北京邮政总办英国人阿灵登 ，阿灵登利用職務之便将其據为己有。后流入各地收藏家的宫门倒印票，大多是通过各种渠道高价从阿灵登初购得。
目前世界上仅存約30枚，因而极为珍贵。

## 外部連結
- 中華郵政全球資訊網 - 首頁（页面存档备份，存于）
- 中華郵政 - 集郵專區（页面存档备份，存于）